# Лавриненко, Андрей Михайлович
Андрей Михайлович Лавриненко (1924—2003) — советский сельскохозяйственный деятель, директор совхоза «Победа» Нововаршавского района Омской области, Герой Социалистического Труда (1972).

## Биография
Родился 14 октября 1924 года в селе Ивковцы Чигиринского района Черкасского округа Киевской губернии (ныне Черкасской области Украины).
Окончил девять классов школы. Во время Великой Отечественной войны воевал сначала в партизанском отряде, затем в воздушно-десантных войсках. В 1950 году Лавриненко был демобилизован, после чего окончил Белоцерковский сельскохозяйственный институт и был направлен на работу главным агрономом на госплемзавод в Омской области.
С 1961 года Лавриненко работал директором совхоза в Нововаршавском районе Омской области. За время его руководства совхоз из убыточного стал рентабельным, превратившись в крупный агропромышленный комплекс.
Указом Президиума Верховного Совета СССР от 13 декабря 1972 года за большие успехи, достигнутые в увеличении производства и продажи государству зерна, других продуктов земледелия, и проявленную трудовую доблесть на уборке урожая Андрею Михайловичу Лавриненко было присвоено звание Героя Социалистического Труда с вручением ордена Ленина и золотой медали «Серп и Молот».
Руководил совхозом до 1980 года, затем продолжал работу на хозяйственных должностях. В 1994 году вышел на пенсию. Проживал в Омске.
Умер 15 июня 2003 года на 79-м году жизни. Похоронен на Старо-Северном кладбище.
Также награждён орденами Отечественной войны 2-й степени, Трудового Красного Знамени и «Знак Почета», рядом медалей.